# Callicostella microcarpa
Callicostella microcarpa är en bladmossart som beskrevs av Johan Ångström 1876. Callicostella microcarpa ingår i släktet Callicostella och familjen Hookeriaceae. Inga underarter finns listade i Catalogue of Life.